# Assedio di Messina (1861)
L'assedio di Messina del 1861 è un episodio della conquista dell'Italia meridionale da parte di Garibaldi. Fu combattuto tra il 1° ed il 12 marzo 1861 a Messina, in Sicilia, tra le truppe garibaldine dell'esercito meridionale e quelle borboniche del Regno delle Due Sicilie.

## Antefatto
Dopo la capitolazione di Gaeta, le truppe borboniche si asserragliarono nella cittadella di Messina, in Sicilia, (contravvenendo agli ordini ricevuti dal generale napoletano Tommaso Clary che aveva richiesto la resa delle truppe borboniche agli invasori), opponendo una strenua difesa dell'area non  nella speranza di rovesciare le sorti della guerra in atto (che peraltro propendeva a loro sfavore), ma per patriottismo. Le truppe borboniche erano al comando del generale Gennaro Fergola, che riunì sotto di sé la 13^ direzione artiglieria del 2º battaglione del genio e del 3º , 5º e 6º reggimento di fanteria di linea dell'esercito del regno delle Due Sicilie.
Sul posto giunsero le truppe sabaude comandate dal generale Enrico Cialdini che avevano l'obbiettivo di assediare e conquistare la cittadella di Messina per portare a termine la conquista di quella parte di Sicilia.

## L'assedio
Il 14 febbraio 1861, il giorno successivo alla resa di Gaeta, il generale Emanuele Chiabrera Castelli intimò al generale Gennaro Fergola di arrendersi di fronte all'avanzata delle truppe sabaude, ma ricevette un netto rifiuto. Il generale Enrico Cialdini, giunto sul posto  il 27 febbraio successivo, prese la guida delle operazioni minacciando rappresaglie contro chiunque avesse opposto resistenza alle sue truppe e cominciò dal 1º marzo un pesante bombardamento della cittadella.
Le truppe borboniche disponevano di 150 cannoni, ma molti erano ormai antiquati (alcuni avevano più di cento anni) e difficilmente potevano competere con i 43 cannoni del generale Cialdini, di moderna produzione, modello Cavalli, a canna rigata, capaci di raggiungere distanze maggiori e di colpire con più precisione il bersaglio. Oltre a questi cannoni, l'armata sabauda si avvantaggiò anche di un bombardamento compiuto  dal mare con l'ausilio di alcune imbarcazioni al largo.
La resa fu siglata alle ore 7:00 del 13 marzo 1861 quando il Fergola decise di arrendersi ai sardo-piemontesi. Come ultima beffa, le truppe borboniche decisero di distruggere gli otto stendardi borbonici che erano conservati nella fortezza di Messina e che erano stati richiesti da Torino come parte del bottino di guerra.
In virtù della lunga resistenza ai vinti non venne concesso l'onore delle armi e i sopravvissuti furono tutti tratti in arresto dalle truppe sabaude. Re Francesco II delle Due Sicilie concesse a tutti i partecipanti alla resistenza armata della cittadella di Messina una medaglia d'argento, appositamente fatta coniare da lui a Roma per commemorare del loro coraggio.